# Daryl Gurney
Daryl Gurney (* 22. března 1986 Londonderry) je severoirský profesionální hráč šipek hrající turnaje Professional Darts Corporation (PDC). Je dvojnásobným vítězem major turnajů, vyhrál World Grand Prix v roce 2017 a Players Championship Finals o rok později. Společně s Joshem Rockem pak v roce 2025 ovládli World Cup of Darts.

## Výsledky na mistrovství světa

### BDO
- 2009: Druhé kolo (porazil ho Martin Adams 2–4)
- 2010: Druhé kolo (porazil ho Martin Adams 1–4)

### PDC
- 2013: Druhé kolo (porazil ho Dave Chisnall 1–4)
- 2015: První kolo (porazil ho Ronnie Baxter 1–3)
- 2016: Druhé kolo (porazil ho Gary Anderson 1–4)
- 2017: Čtvrtfinále (porazil ho Michael van Gerwen 1–5)
- 2018: Druhé kolo (porazil ho John Henderson 2–4)
- 2019: Třetí kolo (porazil ho Jamie Lewis 3–4)
- 2020: Třetí kolo (porazil ho Glen Durrant 2–4)
- 2021: Čtvrtfinále (porazil ho Gerwyn Price 4–5)
- 2022: Třetí kolo (porazil ho Rob Cross 3–4)
- 2023: Druhé kolo (porazil ho Alan Soutar 0–3)
- 2024: Osmifinále (porazil ho Dave Chisnall 2–4)
- 2025: Třetí kolo (porazil ho Jonny Clayton 3–4)

## Finálové zápasy

### Major turnaje WDF: 1
| Výsledek  | No. | Rok  | Turnaj     | Soupeř       | Skóre   |
| --------- | --- | ---- | ---------- | ------------ | ------- |
| Finalista | 1.  | 2008 | Europe Cup | Mark Webster | 0–4 (s) |

### Major turnaje PDC: 2 (2 tituly)
| Legenda                           |
| --------------------------------- |
| World Grand Prix (1–0)            |
| Players Championship Finals (1–0) |

| Výsledek | No. | Rok  | Turnaj                      | Soupeř             | Skóre    |
| -------- | --- | ---- | --------------------------- | ------------------ | -------- |
| Vítěz    | 1.  | 2017 | World Grand Prix            | Simon Whitlock     | 5–4 (s)  |
| Vítěz    | 2.  | 2018 | Players Championship Finals | Michael van Gerwen | 11–9 (l) |

### Světová série PDC: 2
| Výsledek  | No. | Rok  | Turnaj                  | Soupeř             | Skóre   |
| --------- | --- | ---- | ----------------------- | ------------------ | ------- |
| Finalista | 1.  | 2017 | US Darts Masters        | Michael van Gerwen | 6–8 (l) |
| Finalista | 2.  | 2019 | Melbourne Darts Masters | Michael van Gerwen | 3–8 (l) |

### Týmové turnaje PDC: 1 (1 titul)
| Výsledek | No. | Rok  | Turnaj             | Tým           | Spoluhráč | Soupeři                              | Skóre    |
| -------- | --- | ---- | ------------------ | ------------- | --------- | ------------------------------------ | -------- |
| Vítěz    | 1.  | 2025 | World Cup of Darts | Severní Irsko | Josh Rock | Wales – Gerwyn Price a Jonny Clayton | 10–9 (l) |

## Výsledky na turnajích

### BDO
| Turnaj            | 2004           | 2005           | 2006           | 2007           | 2008           | 2009 | 2010 | 2011 | 2012 |
| ----------------- | -------------- | -------------- | -------------- | -------------- | -------------- | ---- | ---- | ---- | ---- |
| Mistrovství světa | Nezúčastnil se | Nezúčastnil se | Nezúčastnil se | Nezúčastnil se | Nezúčastnil se | 2R   | 2R   | DNP  | DNP  |
| World Masters     | 2R             | 1R             | DNP            | 1R             | 4R             | 5R   | 2R   | 3R   | 4R   |

### PDC
| Turnaj                          | 2013              | 2014              | 2015              | 2016              | 2017              | 2018 | 2019 | 2020              | 2021              | 2022              | 2023              | 2024              | 2025           |
| ------------------------------- | ----------------- | ----------------- | ----------------- | ----------------- | ----------------- | ---- | ---- | ----------------- | ----------------- | ----------------- | ----------------- | ----------------- | -------------- |
| Hodnocené televizní turnaje     |                   |                   |                   |                   |                   |      |      |                   |                   |                   |                   |                   |                |
| Mistrovství světa               | 2R                | DNQ               | 1R                | 2R                | QF                | 2R   | 3R   | 3R                | QF                | 3R                | 2R                | 4R                | 3R             |
| World Masters                   | Nekvalifikoval se | Nekvalifikoval se | Nekvalifikoval se | Nekvalifikoval se | Nekvalifikoval se | 1R   | 1R   | 1R                | 2R                | 1R                | DNQ               | QF                | PR             |
| UK Open                         | DNQ               | 2R                | 4R                | 3R                | SF                | 4R   | 5R   | SF                | 5R                | 4R                | 4R                | 4R                | 4R             |
| World Matchplay                 | Nekvalifikoval se | Nekvalifikoval se | Nekvalifikoval se | 1R                | SF                | 2R   | SF   | 2R                | 1R                | 2R                | QF                | 1R                |                |
| World Grand Prix                | DNQ               | 1R                | 1R                | QF                | W                 | SF   | 1R   | 1R                | 1R                | 2R                | 1R                | 2R                |                |
| Mistrovství Evropy              | Nekvalifikoval se | Nekvalifikoval se | Nekvalifikoval se | 1R                | SF                | 1R   | SF   | 1R                | DNQ               | 1R                | 2R                | 2R                |                |
| Grand Slam of Darts             | Nekvalifikoval se | Nekvalifikoval se | Nekvalifikoval se | Nekvalifikoval se | QF                | DNQ  | 2R   | Nekvalifikoval se | Nekvalifikoval se | Nekvalifikoval se | Nekvalifikoval se | Nekvalifikoval se |                |
| Players Championship Finals     | DNQ               | DNQ               | SF                | 2R                | QF                | W    | 1R   | 1R                | QF                | 2R                | 1R                | 3R                |                |
| Nehodnocené televizní turnaje   |                   |                   |                   |                   |                   |      |      |                   |                   |                   |                   |                   |                |
| Premier League Darts            | Nezúčastnil se    | Nezúčastnil se    | Nezúčastnil se    | Nezúčastnil se    | Nezúčastnil se    | 5.   | SF   | 8.                | Nezúčastnil se    | Nezúčastnil se    | Nezúčastnil se    | Nezúčastnil se    | Nezúčastnil se |
| World Cup of Darts              | Nekvalifikoval se | Nekvalifikoval se | Nekvalifikoval se | SF                | 1R                | 2R   | 1R   | 1R                | QF                | QF                | RR                | DNQ               | W              |
| World Series of Darts Finals    | NH                | NH                | DNQ               | 2R                | SF                | 2R   | 2R   | QF                | Nekvalifikoval se | Nekvalifikoval se | Nekvalifikoval se | QF                |                |
| Bývalé televizní turnaje        |                   |                   |                   |                   |                   |      |      |                   |                   |                   |                   |                   |                |
| Champions League of Darts       | Nekonalo se       | Nekonalo se       | Nekonalo se       | DNQ               | DNQ               | RR   | RR   | Nekonalo se       | Nekonalo se       | Nekonalo se       | Nekonalo se       | Nekonalo se       | Nekonalo se    |
| Statistika                      |                   |                   |                   |                   |                   |      |      |                   |                   |                   |                   |                   |                |
| Pořadí v žebříčku na konci roku | 96                | 61                | 37                | 24                | 4                 | 5    | 6    | 11                | 22                | 26                | 26                | 25                |                |

| Legenda | Legenda | Legenda | Legenda        | Legenda | Legenda           | Legenda | Legenda     | Legenda | Legenda |
| ------- | ------- | ------- | -------------- | ------- | ----------------- | ------- | ----------- | ------- | ------- |
| #R      | kolo    | QF      | čtvrtfinále    | SF      | semifinále        | F       | finalista   | W       | vítěz   |
| RR      | skupina | DNP     | nezúčastnil se | DNQ     | nekvalifikoval se | NH      | nekonalo se | C       | zrušeno |